# Respirianesimo
Il respirianesimo (in inglese breatharianism, talvolta reso in italiano come breatharianesimo, dall'inglese to breathe, respirare) è una credenza pseudoscientifica i cui aderenti dichiarano - senza che ciò sia mai stato dimostrato - di essere in grado di sopravvivere senza mangiare (talvolta anche senza bere), e di nutrirsi semplicemente "respirando" prana (la presunta "energia vitale" dell'Induismo) o, in alcuni casi, l'energia del Sole. Sebbene questo concetto sia correlato principalmente all'ascetismo orientale, diversi sedicenti respiriani hanno sostenuto anche in Occidente questa pratica, in realtà estremamente pericolosa da un punto di vista medico.
Fra i più noti sedicenti respiriani si può citare l'australiana Ellen Greve (alias Jasmuheen), autrice di libri come Nutrirsi di luce, Ambasciatori di luce e Alimentazione pranica, nei quali racconta il percorso che avrebbe seguito per liberarsi dalla necessità di assumere cibo. Jasmuheen sostiene di aver sperimentato l'alimentazione pranica fin dal 1993. Nel 1999 partecipò alla trasmissione australiana 60 minutes, in cui fu sottoposta a ripresa televisiva senza sosta di una settimana al fine di verificare che non si nutrisse: già al secondo giorno manifestò i sintomi della disidratazione. La signora accusò di essere, a suo dire, "disturbata dall'inquinamento", e fu quindi trasferita in montagna, dove manifestò una forte disidratazione, problemi a parlare e perdita di peso; il programma fu interrotto su consiglio dei medici che temevano danni ai reni.
Diversi maestri esoterici hanno affermato, senza tuttavia mai dimostrarlo o fornire prove a supporto, di avere la capacità di vivere senza nutrirsi di cibo, fra questi Babaji, Conte di San Germano, Elijah, Ram Bahadur Bomjon o più recentemente Giri Bala.
Data l'impossibilità biologica di sopravvivere in assenza prolungata di nutrimento, la posizione unanime della comunità scientifica è di totale scetticismo. Le pratiche in questione portano prima a importanti danni al corpo e quindi alla morte. Al tentativo di seguire queste pratiche sono stati associati più casi di morte per inedia.